# Funiculaire Centrale
Le funiculaire Centrale (en italien : Funicolare Centrale) est le nom d'une ligne de transport en commun de Naples qui relie le quartier collinaire de Vomero à la piazzetta Duca d'Aosta qui donne sur la via Toledo.

## Description
Construit en 1928 selon un projet de l'architecte Pier Luigi Nervi et de l'ingénieur Gioacchino Luigi Mellucci (it), il est le plus long et le plus fréquenté des quatre funiculaires urbains. Sa longueur est de 1 234 mètres avec une pente moyenne de 12 %, et l'ensemble de la ligne dessert quatre gares (les deux terminus et les stations intermédiaires de Petraio et de  Corso Vittorio Emanuele).
Au cours des années 1990, l'entière installation fut fermée plusieurs fois pour des réparations et les wagons ont été remplacés par de plus modernes, dotés d'air conditionné, ambiance stéréophonique et autres conforts. À l'intérieur de la gare supérieure est conservé un wagon du précédent funiculaire, qui lors d'occasions spéciales peut être visité. Comme les autres funiculaires de la ville, il est géré actuellement par la société Metronapoli (it)
| Stations                | Correspondances             | Observations |
| ----------------------- | --------------------------- | ------------ |
| Piazza Fuga             | Ligne 1, Funiculaire Chiaia | en service   |
| Petraio-Via Palizzi     |                             | en service   |
| Corso Vittorio Emanuele |                             | en service   |
| Piazzetta Duca d'Aosta  |                             | en service   |

## Autres illustrations

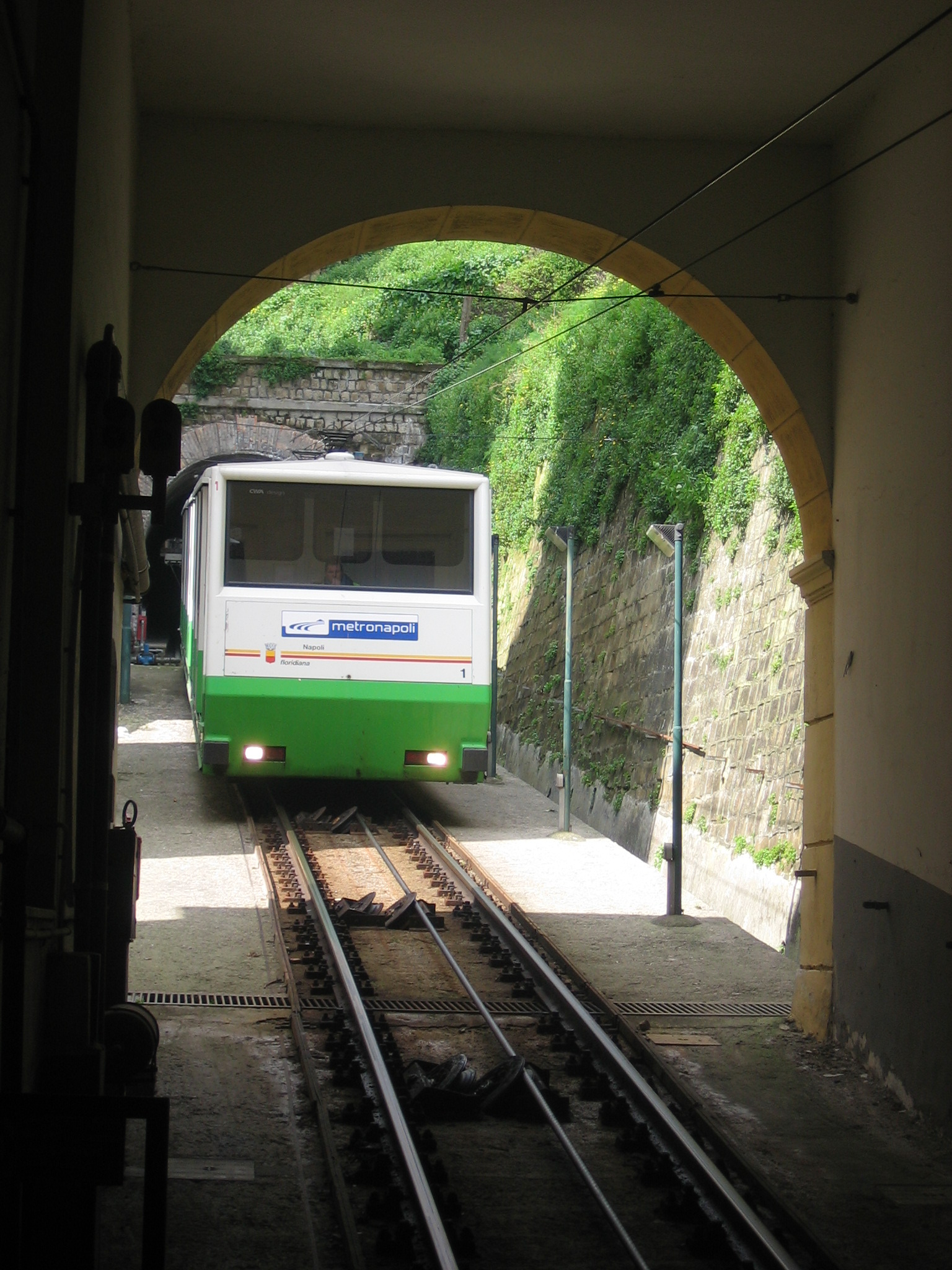
Le funiculaire arrivant à la station de Petraio-Via Palizzi.
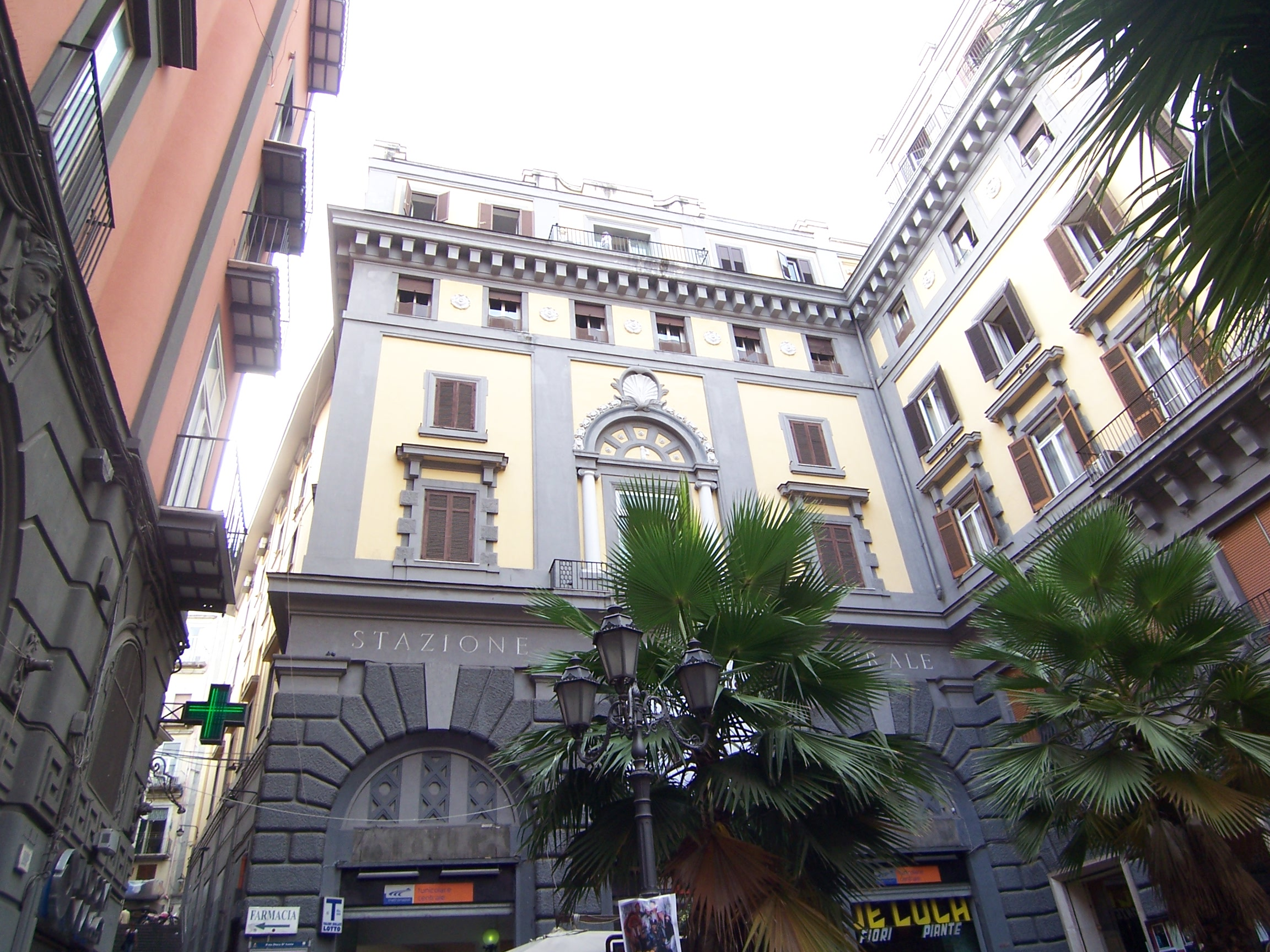
La station Piazzetta  Duca d'Aosta.
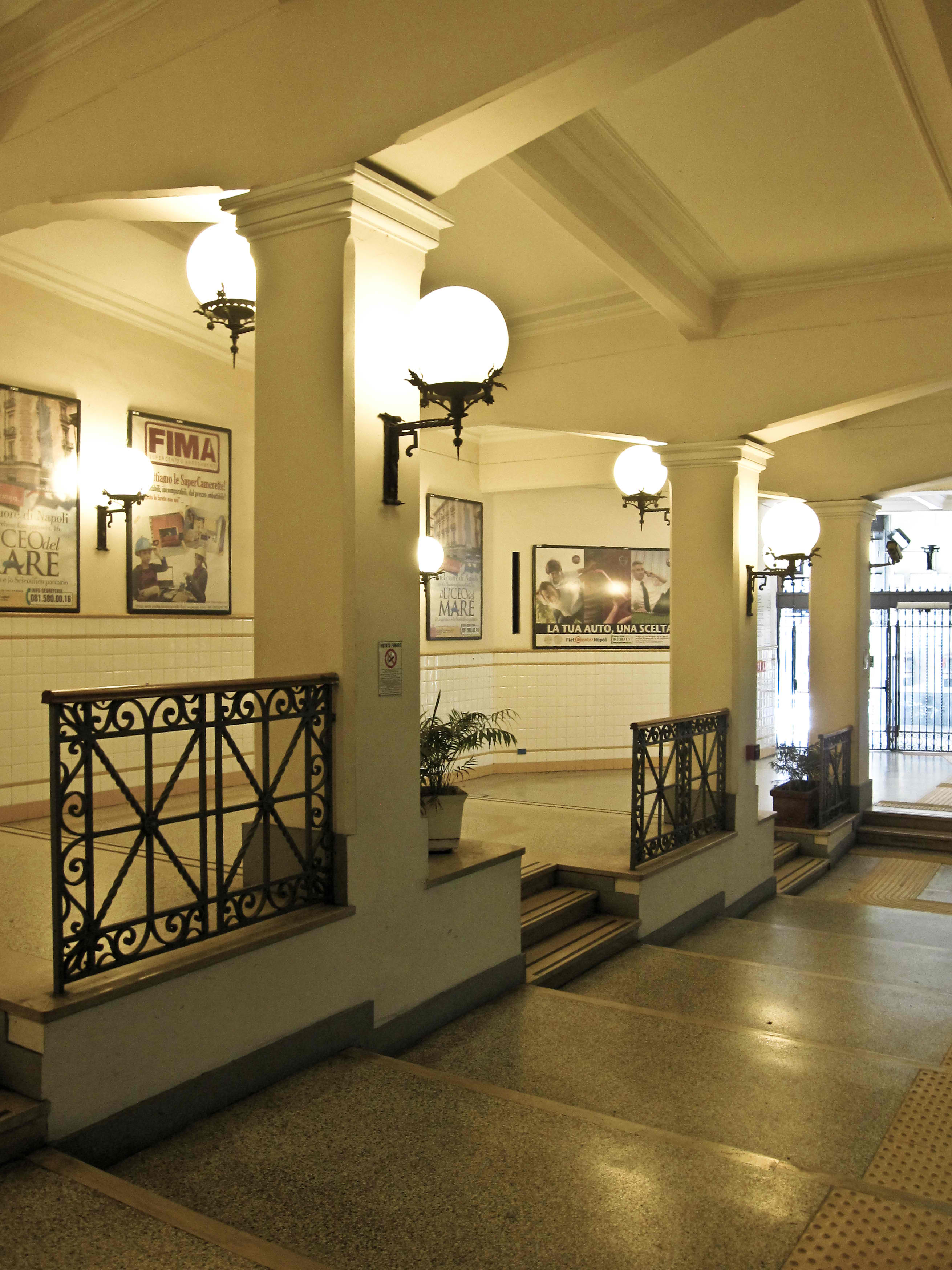
Station piazza Duca d'Aosta, côté sortie passagers.
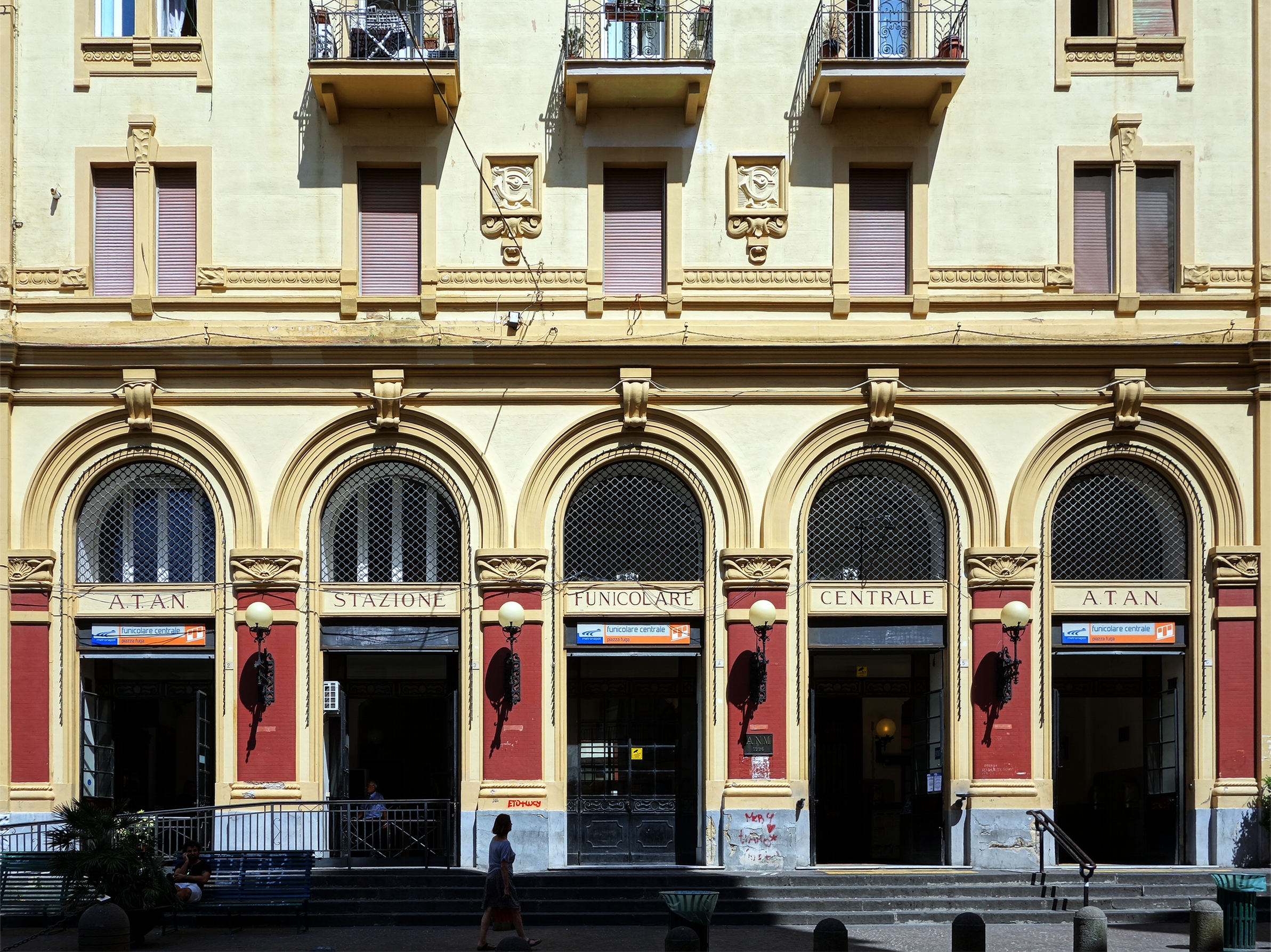
L'entrée de la station piazza Fuga.
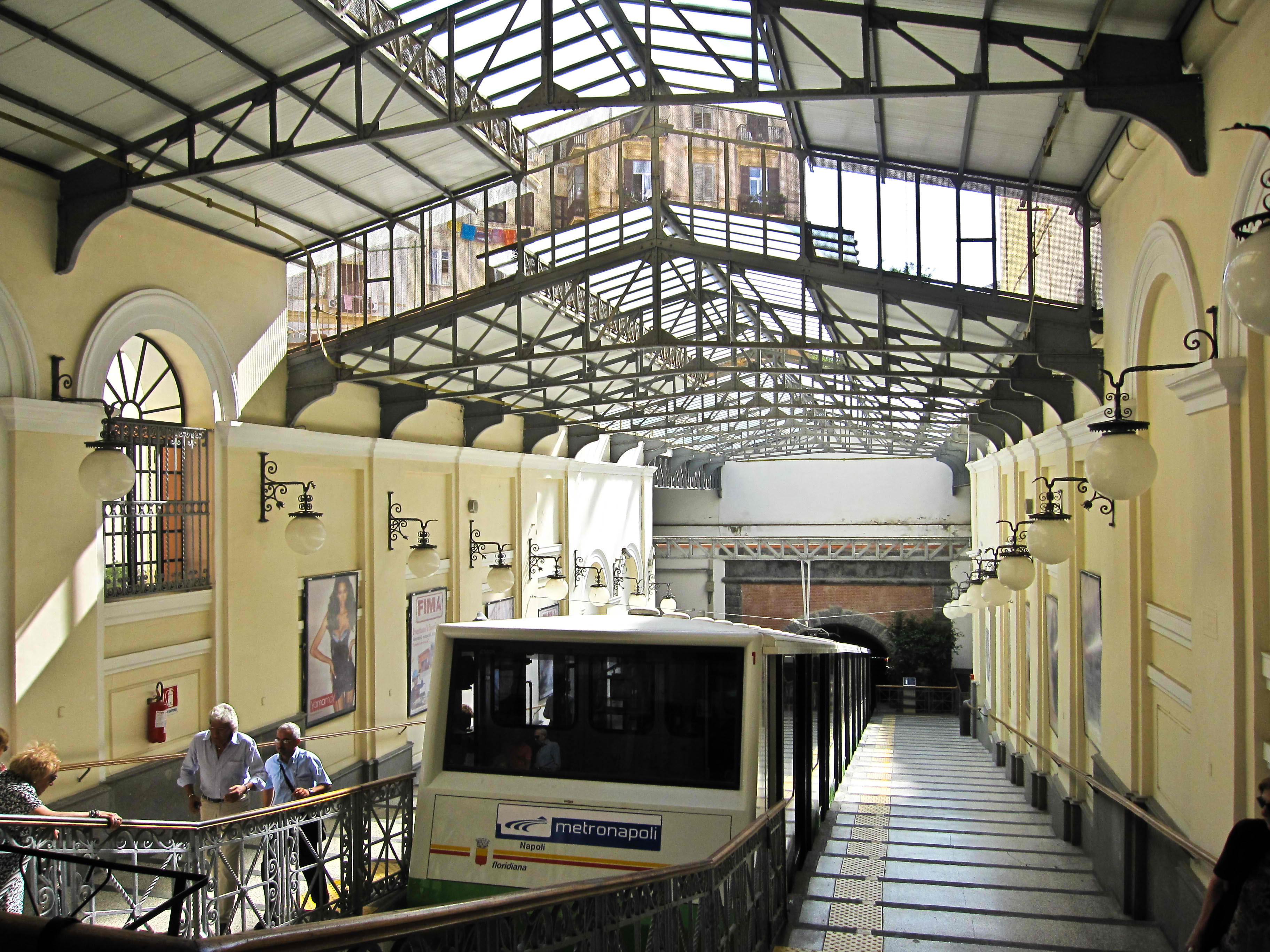
Station piazza Fuga.
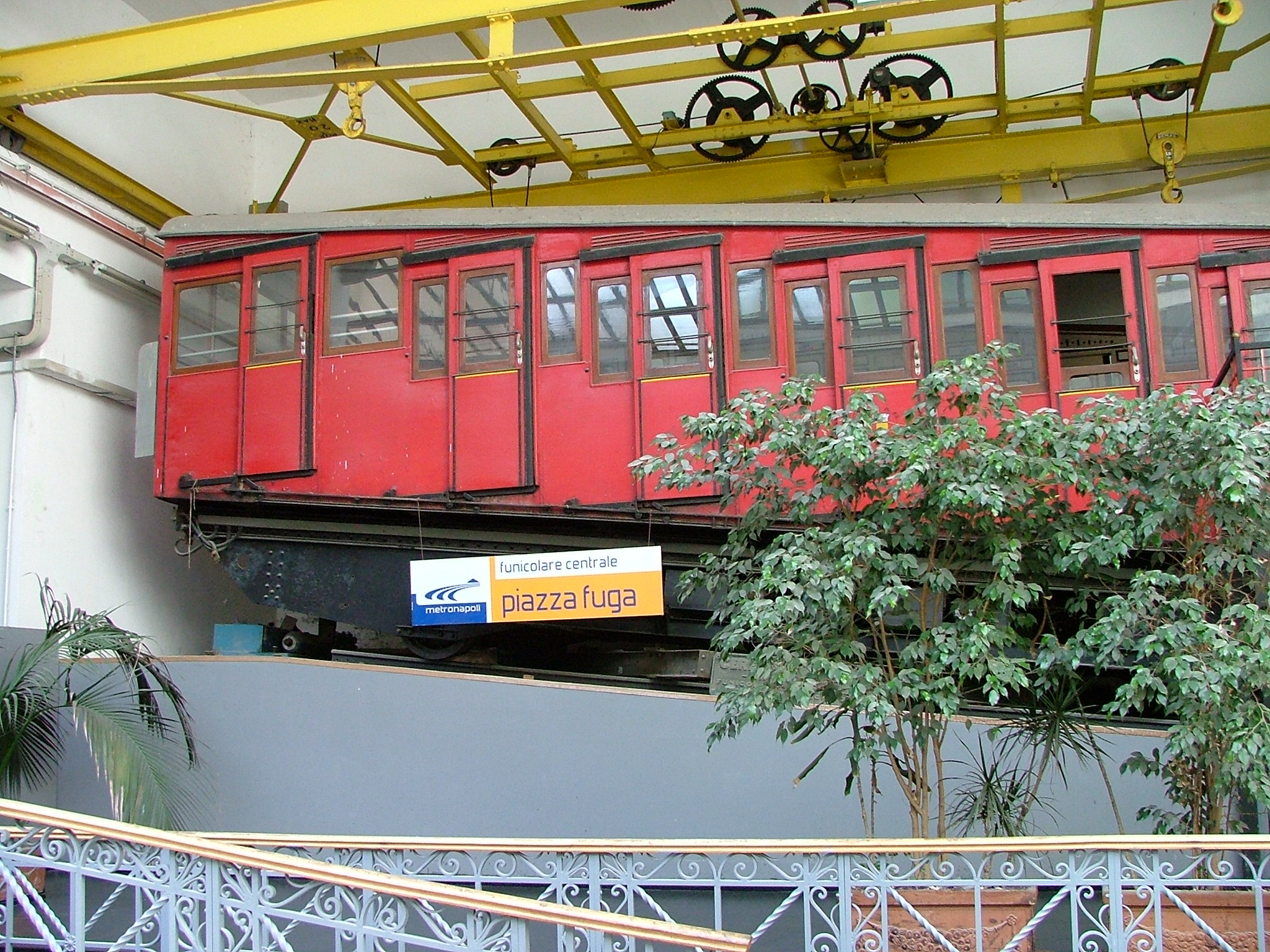
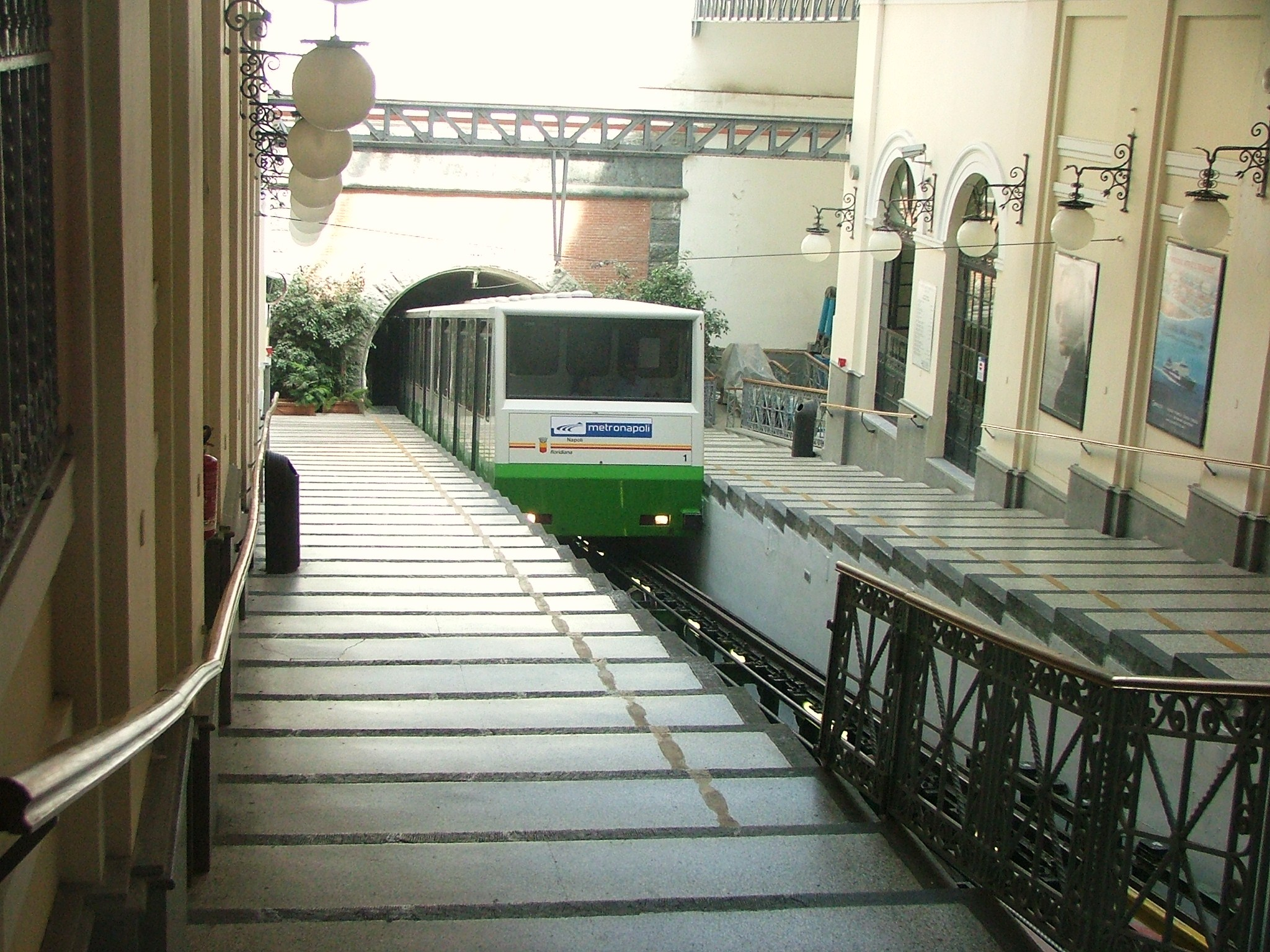